# Naemacyclus korfii
Naemacyclus korfii är en svampart som beskrevs av V.G. Rao, Ullasa & A.S. Patil 1972. Naemacyclus korfii ingår i släktet Naemacyclus, klassen Leotiomycetes, divisionen sporsäcksvampar och riket svampar.   Inga underarter finns listade i Catalogue of Life.